# Geographie des Jemen

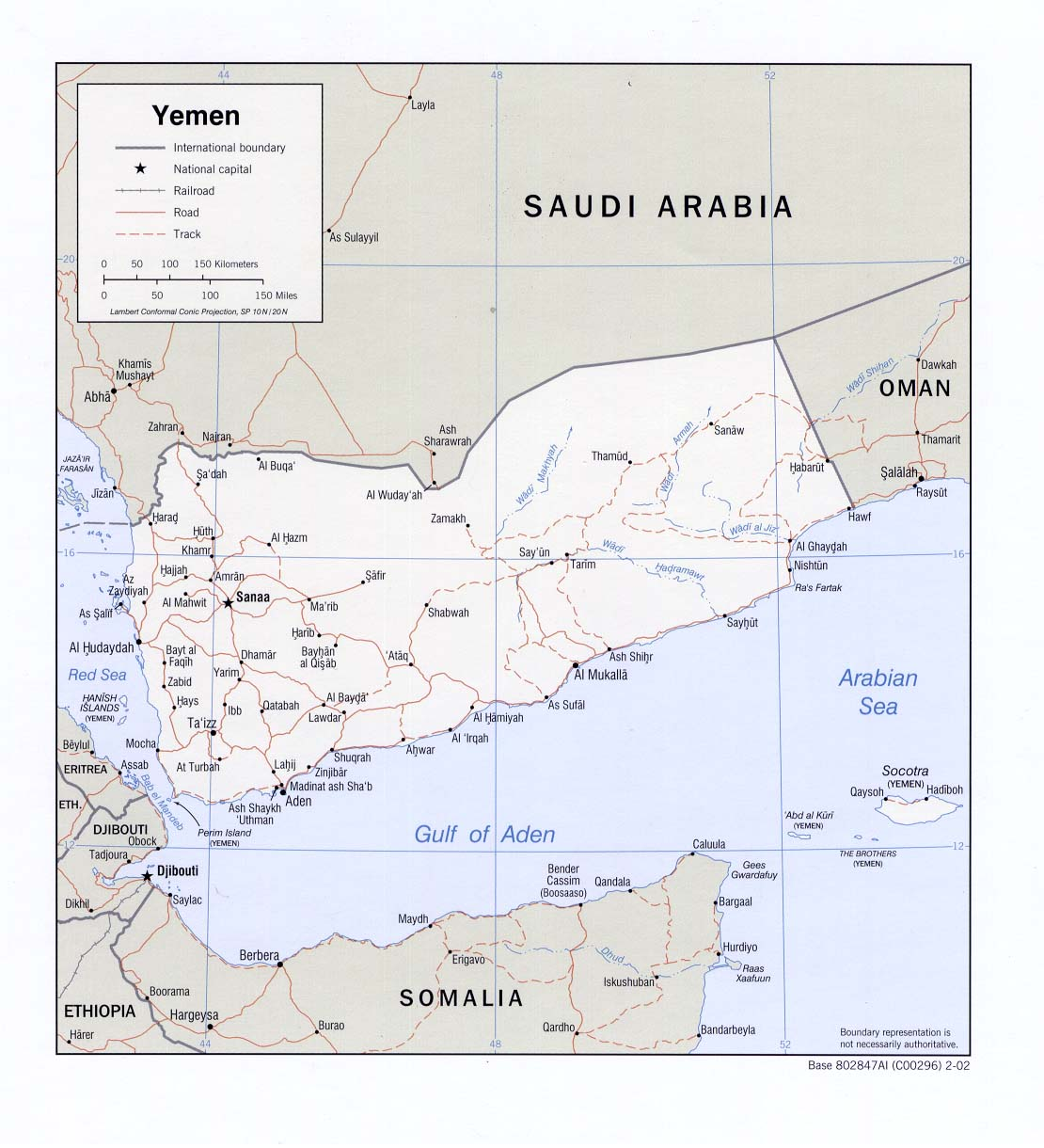
Landkarte des Jemen 2002

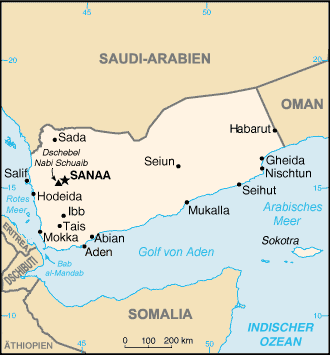
Aktuelle Landkarte des Jemen

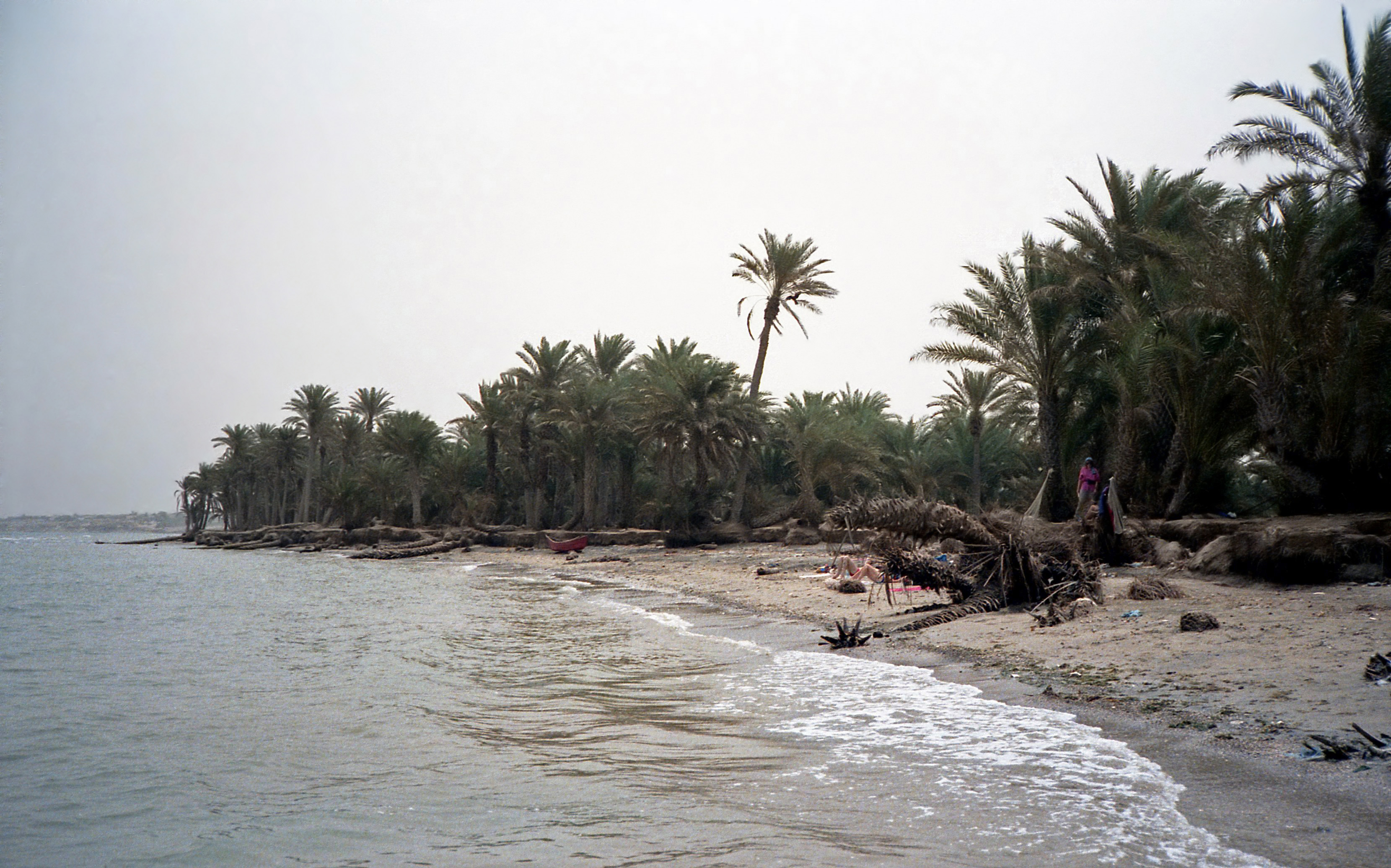
Küstenstreifen der Tihama

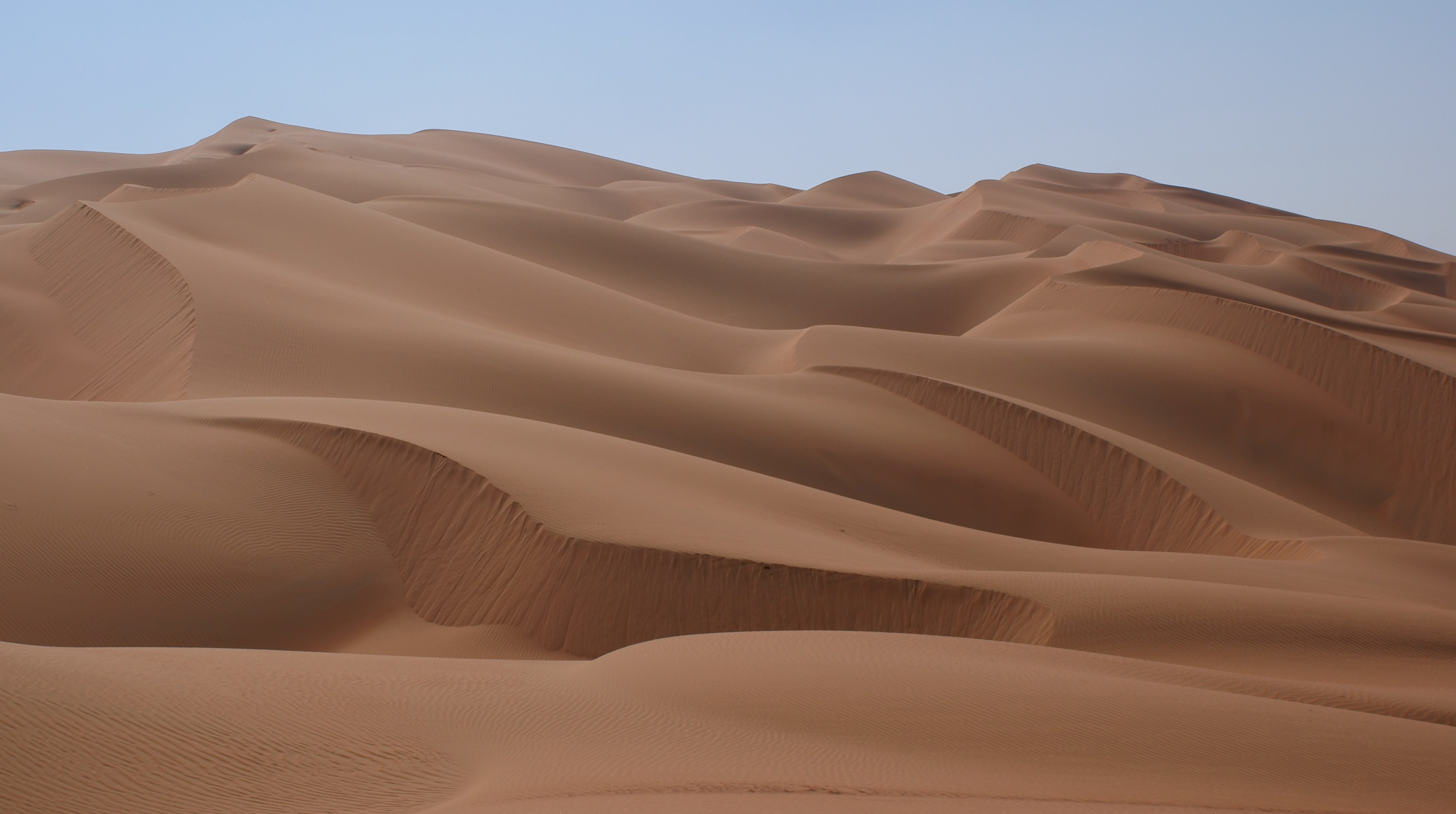
Die Wüstenregion ar-Rubʿ al-chali

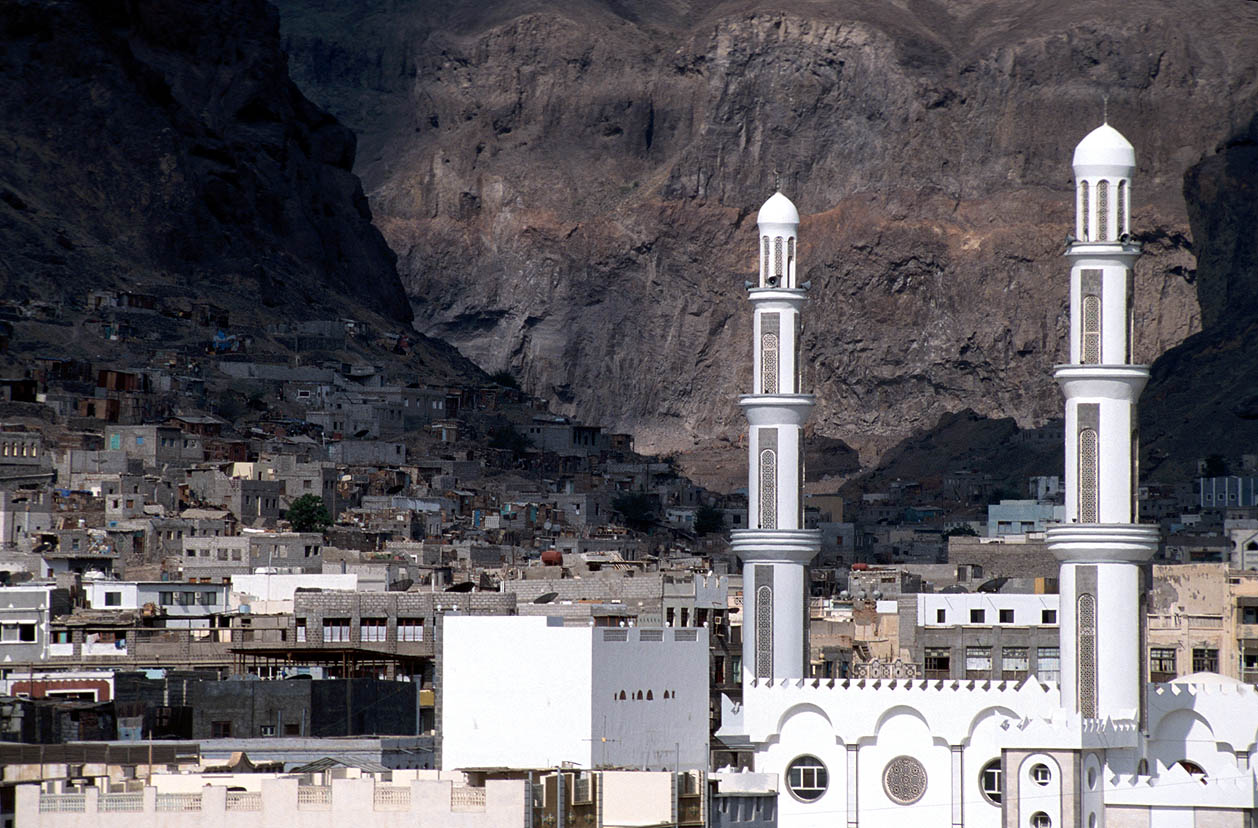
Altstadt von Aden im Kraterkessel

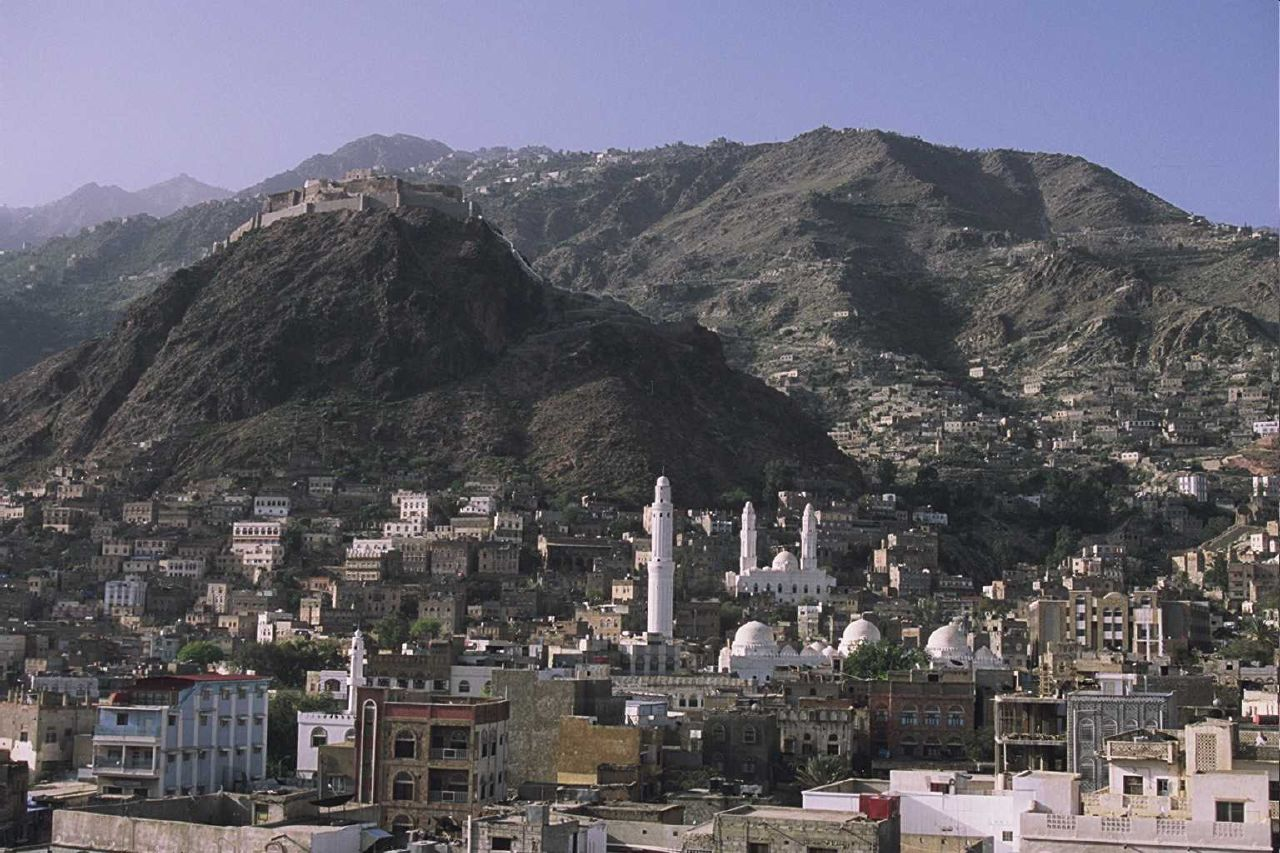
Sanaa mit Umgebungsgebirge

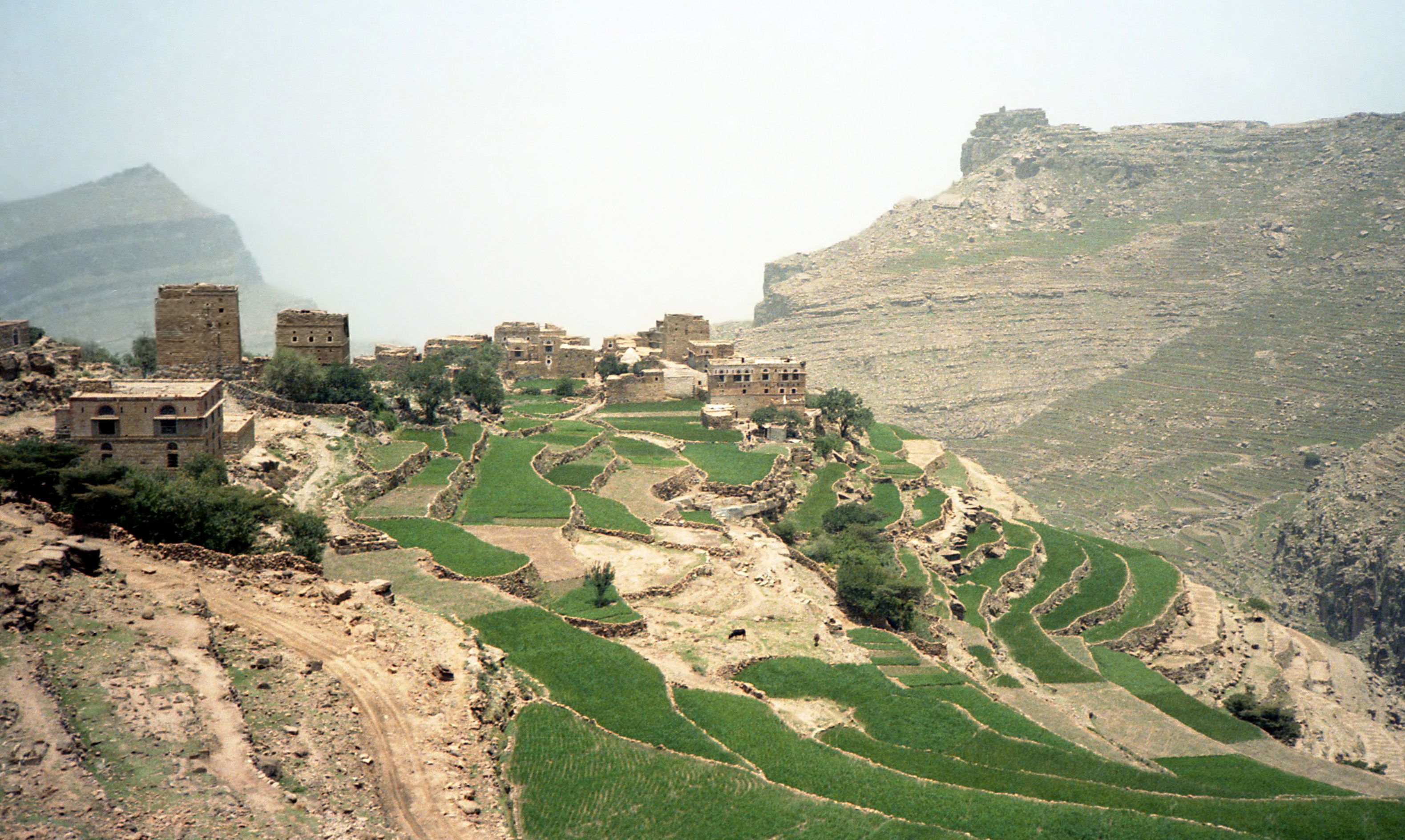
Terrassenfeldbau im Zentraljemen

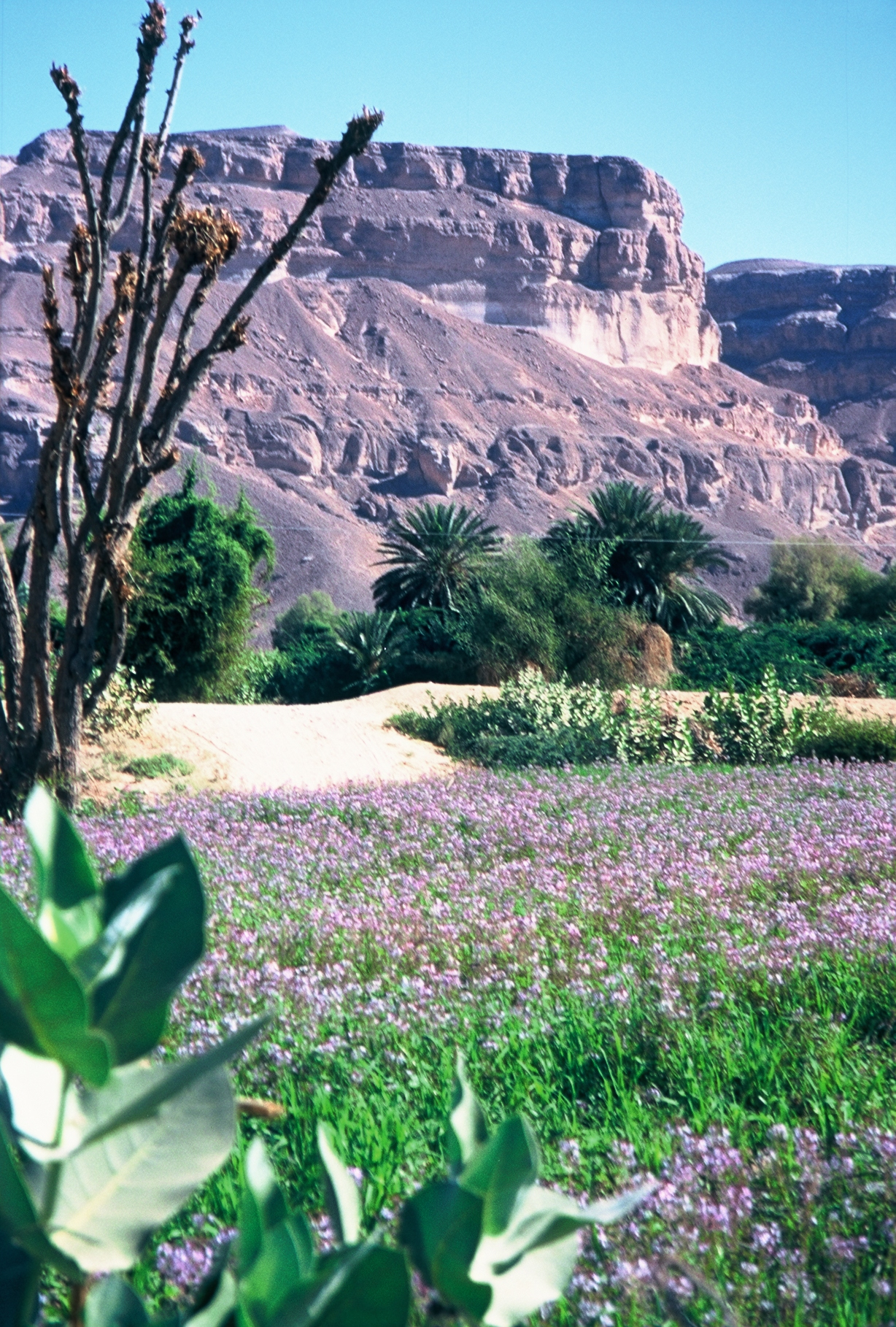
Hadramaut

Geographisch lässt sich der Jemen in klar unterscheidbare Regionen trennen. Die dabei sehr unterschiedlichen Landschaftsräume variieren hinsichtlich der ökologischen Potentiale und Vorgaben für eine wirtschaftliche Entwicklung, haben aber anders als andere Hochkulturen, wie Mesopotamien oder Ägypten, gemeinsam, dass sie über keine dauerhaft strömenden Gewässer verfügen, vielmehr abhängig sind von saisonalen Niederschlägen. Daraus erwuchs die berühmte, spätestens seit dem 4. Jahrhundert kultivierte Bewässerungstechnik für die Landwirtschaft.

## Geographie

### Naturräume
Der Jemen lässt sich Von West nach Ost folgendermaßen in drei Naturräume aufteilen:
An das Rote Meer grenzen die flache Tihama sowie die südlichen Küstengebiete des ehemaligen Südjemen. Die Tihama wird von Sand- und Kiesflächen beherrscht. Die zwischen 30 km und 60 km breite Küstenebene steigt zunehmend sanft an und wird im Südwesten stärker als im Nordwesten durch vorstoßende Gebirgsflanken gegliedert. Teilweise finden sich Überreste von früherem Vulkanismus; so liegt etwa Aden, die einstige Hauptstadt der Volksdemokratischen Republik Jemen (Südjemen), in einem Doppelkrater. Niederschläge sind gering und sehr unsicher, sodass das landwirtschaftliche Potential dieser Region unbeträchtlich ist. Mittels Grundwasserpumpen wird in den letzten Jahren die Felderbewirtschaftung unterstützt. In den künstlich bewässerten agrarischen Nutzungsarealen sind seit dem 13. Jahrhundert der Anbau von Sorghumvarietäten, Mais und Baumwolle belegt.
Zum Landesinneren hin erhebt sich steil das zerklüftete, im Westen mehrfach über 3000 m hohe Randgebirge. Es handelt sich um ein Wasserscheidengebirge. Vom nördlichen Saʿda bis ins südliche Taizz liegt die Infrastruktur der Fernverbindungsstraßen fast nie unter 1500 Metern Höhe. Hochebenen und -becken werden durch schroffe Taleinschnitte unterbrochen. Wolken vom Roten Meer schlagen im Gebirge nieder, wobei die Niederschlagsmengen von Norden nach Süden abnehmen. Im südlichen und mittleren Zentraljemen beeindruckt der ausgedehnte Terrassenfeldbau. Südwestlich der Hauptstadt Sanaa erhebt sich der Dschabal an-Nabi Schuʿaib, mit 3665 m der höchste Berg der gesamten Arabischen Halbinsel. Starke Frühjahrs- und Sommerregenfälle ermöglichen Regenfeldbau.
An das Gebirge schließt sich ein markanter Landschaftsraum an, das Hochland mit weiten Hochflächen und -becken. Die Durchschnittshöhen liegen zwischen 1800 und 2500 m. Die Hochfläche ist von Wadis durchzogen. Das bekannteste Wadi ist das parallel zur Südküste verlaufende Wadi Hadramaut. Dabei handelt es sich um einen mächtigen Kalksteinblock, der von Erosionsrinnen durchfurcht ist. Weite Teile sind mit Sand und Geröll gefüllt. Der Grundwasserspiegel in Richtung Osten steigt an. Nach Nordosten hin fällt das Hochland in Stufen zur zentralarabischen Sandwüste ar-Rubʿ al-chali (Leeres Viertel) ab. Niederschläge fallen hier oft jahrelang aus. Landwirtschaft ist allenfalls in vereinzelten Flusstälern möglich und das meist notwendigerweise unterstützt mittels Grundwasserbewässerung (Bsp.: Ma'rib). Im Prinzip handelt es sich bei dieser Wüste um eine mit Kalksteinkörnern gefüllte Senke, die das zentralarabische Hochland von der südarabischen Randschwelle trennt. In Richtung des historischen Shabwa liegen abgebaute und abbaubare Salzlager.

### Geologie
Der Jemen ist Teil der Arabischen Platte, die sich – durch das Rote Meer getrennt – immer weiter von der Afrikanischen Platte entfernt. Einst passte das Horn von Afrika (Somalia) nahtlos an den jemenitischen Südwesten. Der Grabenbruch des Roten Meeres setzt sich über Dschibuti als Ostafrikanischer Graben fort (Great Rift Valley). Das Gebiet des Jemen, direkt an der Bruchstelle der Platten gelegen, ist heute noch tektonisch aktiv. Davon zeugen Erdbeben, Heißwasser- und Wasserdampfquellen. Versteinerte Korallen und Muscheln finden sich durchweg durch die Höhenlagen des Landes und repräsentieren mehrfaches Heben und Senken der Landmassen.
Aktive Vulkane gibt es im Jemen hingegen nicht, lediglich eine Vielzahl erloschener. Besonders ausgeprägte Vulkangebiete dominieren das Landschaftsbild um Dhamār, Sanaa, Mukalla und Aden. Kissenlava, vulkanische Fördergänge und Ablagerungen prägen mancherorts das Bild.

### Fläche
Der Jemen hat eine Gesamtfläche von 536.869 km², auf der etwa 19,2 Mio. Menschen leben (Stand: 2008). Der Jemen ist damit nahezu exakt 1,5-mal so groß wie Deutschland, bei einer Bevölkerungszahl von einem Viertel.

### Höchste Berge
- Dschabal an-Nabi Schuʿaib, 3665 m
- Dschabal Nuqum, 2889 m
- Dschabal Masar, 2760 m

### Koordinaten
Die geographische Lage des Jemen:
- 43 – 53° östliche Länge
- 13 – 19° nördliche Breite

## Politische Geographie

### Nachbarstaaten und natürliche Grenzen
Grenzländer des Jemen:
- Oman
- Saudi-Arabien mit 1458 km
- Küstenlänge des Jemen: 1906 km
  - Golf von Aden im Süden
  - Arabisches Meer im Süden
  - Rotes Meer im Westen

### Gouvernements / Hauptstädte
Der Jemen gliedert sich in 20 Gouvernements und einen Hauptstadtdistrikt (aktualisierter Stand 2008):
- Abyan / Hauptstadt: Zindschibar
- ʿAdan / Aden
- ʿAmrān / ʿAmrān
- al-Baidā' / al-Baidā'
- ad-Dāliʿ / ad-Dali'
- Dhamār / Dhamār
- al-Dschauf / al-Hazm
- Hadramaut / al-Mukalla
- Haddscha / Haddscha
- al-Hudaida / al-Hudaida
- Ibb / Ibb
- Lahidsch / Lahidsch
- al-Mahra / al-Ghaida
- al-Mahwīt / al-Mahwit
- Ma'rib / Ma'rib
- Raima / Raima
- Saʿda / Saʿda
- Sanaa / Sanaa
- Sanaa (Hauptstadtdistrikt)
- Schabwa / ʿAtaq
- Taʿizz / Taizz

## Ressourcen

### Bodenschätze
Gold, Silber, Kupfer, Eisen, Blei und Zink werden teilweise bereits seit sabäischer und himyarischer Zeit aus Minen gefördert. Alabaster als Fensterglas wird seit der islamischen Zeit des Landes abgebaut. Heute spielen Salz (Salief, Timna) und Erdölvorkommen (Schabwat, Mar'ib) eine Rolle.

### Landnutzung
Flächennutzung des Jemen:
- Wald 5,9 %
- Landwirtschaft 2,8 %
- Weide 30,4 %
- Sonstige 60,9 % (1994)